# 济南警察博物馆
济南警察博物馆，又称济南市警察博物馆，位于山东省济南市的一座专题博物馆，济南市公安局下属事业单位，是济南市爱国主义教育基地、济南市党性教育基地。

## 历史
2013年7月，济南市公安局开始筹建济南市警察博物馆，目标是打造一处革命传统教育基地、爱国主义教育基地和科普教育基地。2014年1月18日，济南警察博物馆落成并举行开馆仪式。2014年8月1日，济南警察博物馆正式对公众免费开放。
2018年4月12至15日，由中华人民共和国公安部和中国中央电视台社会与法频道合作，反映中华人民共和国成立初期人民警察建立过程的电视专题片《建警》在济南警察博物馆拍摄。

## 展览
济南警察博物馆建筑总面积3650余平方米，展陈面积2200余平方米，常设五个展厅，陈列有警察题材文物、藏品600余件，最早的藏品可追溯至乾隆十三年（1748年）。
| 展览名称             | 说明 | 来源        |
| -------------------- | --- | ----------- |
| 济南警察史展厅       | 展示有济南警察机构自1902年11月建立开始的发展历程，介绍了济南市公安局组织机构、历任领导、集体与个人取得的荣誉等                                                                        | [ 4 ] [ 3 ] |
| 枪支展厅             | 陈列有不同种类枪支共计101支，展示了1914年第一次世界大战以来的枪支，济南警察机关在1938年以来所用的枪支                                                                                 | [ 3 ] [ 5 ] |
| 地契展厅             | 陈列有67幅地契、房契等土地买卖契约及文书 | [ 3 ]       |
| 日军侵华自述罪证展区 | 位于第二展厅，展示有日本人在华拍摄和保存的日军杀害东北抗日民众和东北抗日联军将士，侵占中国东北、华北、华中和华南，偷袭美国珍珠港和在华实施细菌战与化学战等394幅照片和档案中保存的实物 | [ 3 ]       |
| 警徽下的平安济南     | 主要真是济南公安打击犯罪战果、防范犯罪尝试和服务民生举措等 | [ 5 ]       |

## 荣誉
济南警察博物馆被中共济南市委宣传部、济南市科学技术协会认定为济南市“爱国主义教育基地”、“科普教育基地”，2015年被中华人民共和国公安部授予“全国公安文联系统成绩突出集体”称号，2015年被山东省科学技术协会授予“全省科普教育基地（2015-2019）”称号。

## 参观
济南警察博物馆对公众免费开放，开放时间为每周二、四、六上午9:30至11:30，下午14:00至16:00，参观者需提前一周实名预约。个人参观者需按照预约时间，凭预约号、身份证或其他有效证件免费参观。团体参观者须持单位公函或介绍信登记预约。

## 备注
1. ↑  2014年1月开馆是展陈面积为1705平方米[4]，第五展厅为2014年8月开放